# Narthecusa perspersa
Narthecusa perspersa là một loài bướm đêm trong họ Geometridae.